# Radźbiradź
Radźbiradź (nep. राजबिराज)  – miasto w południowo-wschodnim Nepalu; w prowincji numer 2. Według danych szacunkowych na rok 2011 liczyło 38 241 mieszkańców .